# Зімцерла
Зімцерла— вигадана богиня. Ця назва з'явилася після російського перекладу книги «Слов'янське царство» історика із Далмації Мавро Орбіні (1601 рік), яка цитувала сюжет з «Повісті временних літ» про пантеон князя Володимира. У ній Орбіні згадував Симаргла (Simaergl). У 1722 році на Московщині вийшов переклад цього твору під назвою «Книга историография початия имени, славы и разширения народа славянского». У ньому перекладач замість Симаргл написав Зімцерла. А трохи пізніше в книзі Михайла Попова «Описание древнего славянского баснословия…» на підставі цього перекладу Зімцерла згадується вже як окрема богиня, хоча про неї були відсутні будь-які відомості.